# Municipio de Prairie Green
El municipio de Prairie Green (en inglés: Prairie Green Township) es un municipio ubicado en el condado de Iroquois en el estado estadounidense de Illinois. En el año 2020 tenía una población de 162 habitantes y una densidad poblacional de 1,74 personas por km².

## Geografía
El municipio de Prairie Green se encuentra ubicado en las coordenadas 40°32′0″N 87°35′25″O / 40.53333, -87.59028. Según la Oficina del Censo de los Estados Unidos, el municipio tiene una superficie total de 105.34 km², de la cual 105,34 km² corresponden a tierra firme y (0 %) 0 km² es agua.

## Demografía
Según el censo de 2020, había 162 personas residiendo en el municipio de Prairie Green. La densidad de población era de 1,74 hab./km². De los 183 habitantes, el municipio de Prairie Green estaba compuesto por el 96,72 % blancos, el 2,19 % eran afroamericanos, el 0,55 % eran de otras razas y el 0,55 % eran de una mezcla de razas. Del total de la población el 1,09 % eran hispanos o latinos de cualquier raza.